# Крошилово
Крошилово — деревня в Тонкинском районе Нижегородской области. Входит в сельское поселение Большесодомовский сельсовет.

## География
Находится на расстоянии примерно 16 километров по прямой на запад-юго-запад от районного центра поселка Тонкино.

## История
В деревне в 1870 году учтено было хозяйств 21, жителей 141, в 1916 67 и 316 соответственно. В период коллективизации создан колхоз им.Орджоникидзе . 

## Население
Постоянное население  составляло 44 человека (русские 100%) в 2002 году,15 в 2010 .